# Saint-Jean-de-Serres
Saint-Jean-de-Serres este o comună în departamentul Gard din sudul Franței. În 2009 avea o populație de 514 de locuitori.

## Evoluția populației
| An        | 1975 | 1982 | 1990 | 1999 | 2006 | 2009 |
| --------- | ---- | ---- | ---- | ---- | ---- | ---- |
| Populație | 305  | 306  | 382  | 444  | 499  | 514  |